# Felipe Llamas Barrero
Blahoslavený Felipe Llamas Barrero, řeholním jménem Domitilo (Domicil) z Ayoó (3. září 1907, Ayoó de Vidriales – 6. září 1936, Gijón), byl španělský římskokatolický kněz, řeholník Řádu menších bratří kapucínů a mučedník.

## Život
Narodil se 3. září 1907 v Ayoó de Vidriales.
Vstoupil ke kapucínům v Gijónu. Dne 2. srpna 1923 přijal hábit a jméno Domitilo. Dne 3. srpna 1924 složil své řeholní sliby a 30. května 1931 byl vysvěcen na kněze. Jako kapucín byl skvělým kazatelem.
Na začátku španělské občanské války kázal mimo klášter. Dne 3. srpna byl otec Domotilo zatčen a uvězněn ve vězení v Candás. Zde odmítl svléknout svůj hábit a byl v něm do konce svých dní. V prvních hodinách ranních dne 6. září byl odveden spolu s dalšími vězni na hřbitov Peón, dal svým spoluvězňům rozhřešení a zde byli zastřeleni. Před výstřelem zvolal Ať žije Kristus Král!.

## Proces blahořečení
Proces jeho blahořečení byl zahájen roku 1954 v arcidiecézi Madrid spolu s dalšími jedenatřiceti spolubratry kapucíny.
Dne 27. března 2013 uznal papež František jejich mučednictví. Blahořečeni byli 13. října 2013 ve skupině 522 španělských mučedníků.